# Liste der Kulturdenkmale in Widdern
In der Liste der Kulturdenkmale in Widdern sind Bau- und Kunstdenkmale der Stadt Widdern verzeichnet, die im „Verzeichnis der unbeweglichen Bau- und Kunstdenkmale und der zu prüfenden Objekte“ des Landesamts für Denkmalpflege Baden-Württemberg verzeichnet sind. Dieses Verzeichnis ist nicht öffentlich und kann nur bei „berechtigtem Interesse“ eingesehen werden. Die folgende Liste ist daher nicht vollständig. Neben den Kulturdenkmalen im juristischen Sinn sind auch Objekte enthalten, die in Historischen Ortsanalysen oder Denkmalpflegerischen Werteplänen als „Erhaltenswert“ beschrieben sind.

## Bau-, Kunst- und Kulturdenkmale der Stadt Widdern
Widdern besteht aus den Stadtteilen Widdern und Unterkessach.

### Widdern (Kernstadt)
Bau-, Kunst- und Kulturdenkmale in der Kernstadt Widdern mit Widdern selbst und den Höfen Schustershof, Seehaus und Ziegelhütte:
| Bild           | Bezeichnung | Lage | Datierung                         | Beschreibung                                                                         | ID |
| -------------- | --- | --- | --------------------------------- | ------------------------------------------------------------------------------------ | -- |
|                | Stadtmauer | Widdern, Brückengasse 8, Burggasse 28, Hauptstraße 8, 20/1, Keltergasse 8, 10, Mergentheimer Straße 2, 4, Unterkessacher Straße 17 (Karte) | 2. Hälfte des 13. Jahrhunderts    | Geschützt nach § 28 DSchG                                                            |    |
| Weitere Bilder | Gasthaus „Zum Adler“ mit Scheune                                                                                       | Widdern, Adlergasse 2 (Karte) | 2. Hälfte des 16. Jahrhunderts    | Geschützt nach § 2 DSchG                                                             |    |
|                | Wohngebäude Adlergasse 3 und 5                                                                                         | Widdern, Adlergasse 3 und 5 (Karte) | spätes 18. Jahrhundert            | Erhaltenswertes Gebäude                                                              | BW |
|                | Wohngebäude Adlergasse 7                                                                                               | Widdern, Adlergasse 7 (Karte) | 18. Jahrhundert                   | Erhaltenswertes Gebäude                                                              | BW |
| Weitere Bilder | Ehemaliges Bauernanwesen mit Hochwassermarke und Inschrifttafel Adlergasse 9                                           | Widdern, Adlergasse 9 (Karte) | 1706                              | Geschützt nach § 2 DSchG                                                             |    |
|                | Scheune mit Teil der Stadtmauer Brückengasse 8                                                                         | Widdern, Brückengasse 8 (Karte) | im Kern 18./19. Jahrhundert       | Erhaltenswertes Gebäude, die Stadtmauerreste geschützt nach § 28                     | BW |
|                | Kessachbrücke Brückengasse                                                                                             | Widdern, Brückengasse (Karte) | 1786                              | Geschützt nach § 2 DSchG                                                             | BW |
|                | Doppelwohnhaus Burggasse 4                                                                                             | Widdern, Burggasse 4 (Karte) | um 1600                           | Geschützt nach § 2 DSchG                                                             | BW |
|                | Ehem. Wohnstallhaus, heute Wohnhaus Burggasse 6                                                                        | Widdern, Burggasse 6 (Karte) |                                   | Erhaltenswertes Gebäude                                                              | BW |
|                | Doppelwohnhaus Burggasse 7 und 9                                                                                       | Widdern, Burggasse 7 und 9 (Karte) |                                   | Erhaltenswertes Gebäude                                                              | BW |
|                | Ehem. Wohnstallhaus mit Remisenanbau Burggasse 8                                                                       | Widdern, Burggasse 8 (Karte) | um 1700                           | Geschützt nach § 2 DSchG                                                             | BW |
|                | Wohnhaus Burggasse 12                                                                                                  | Widdern, Burggasse 12 (Karte) | 19. Jahrhundert                   | Erhaltenswertes Gebäude                                                              | BW |
|                | Doppelwohnhaus Burggasse 14 und 16                                                                                     | Widdern, Burggasse 14 und 16 (Karte) | 19./20. Jahrhundert               | Erhaltenswertes Gebäude                                                              | BW |
| Weitere Bilder | Sogenanntes Türmle (Feuerwächterhaus)                                                                                  | Widdern, Burggasse 18 (Karte) | 1833                              | Geschützt nach § 2 DSchG                                                             |    |
|                | Doppelwohnhaus Burggasse 22 und 24                                                                                     | Widdern, Burggasse 22 und 24 (Karte) | 19. Jahrhundert                   | Erhaltenswertes Gebäude                                                              | BW |
|                | Wohnhaus Burggasse 26                                                                                                  | Widdern, Burggasse 26 (Karte) | 19. Jahrhundert                   | Erhaltenswertes Gebäude                                                              | BW |
|                | Wohnhaus mit Stadtmauerresten Burggasse 28                                                                             | Widdern, Burggasse 28 (Karte) | im Kern 2. Hälfte 16. Jahrhundert | die Stadtmauerreste geschützt nach § 28 Geschützt nach § 2 DSchG                     | BW |
|                | Wohnhaus Entengasse 2                                                                                                  | Widdern, Entengasse 2 (Karte) | 19. Jahrhundert                   | Erhaltenswertes Gebäude                                                              | BW |
|                | Wohnhaus mit Wirtschaftsteil Gartenhausweg 10                                                                          | Widdern, Gartenhausweg 10 (Karte) | 1884                              | Erhaltenswertes Gebäude                                                              | BW |
|                | Ehemaliges Gästehaus des Gasthauses „Zum grünen Baum“ mit Nebengebäude und Stadtmauerresten                            | Widdern, Hauptstraße 8 (Karte) | 1748                              | die Stadtmauerreste geschützt nach § 28 Geschützt nach § 2 DSchG                     |    |
|                | Wohnhaus mit Nebengebäude Hauptstraße 10                                                                               | Widdern, Hauptstraße 10 (Karte) | im Kern um 1600                   | Geschützt nach § 2 DSchG                                                             |    |
|                | Wohnhaus mit Scheune Hauptstraße 14                                                                                    | Widdern, Hauptstraße 14 (Karte) | um 1700                           | Geschützt nach § 2 DSchG                                                             | BW |
|                | Ehem. Gasthaus „Zur Krone“ mit Scheune und Keller, heute Wohnhaus und Fahrschule                                       | Widdern, Hauptstraße 18, 18/1, 20 (Karte)                                                                                                  | im Kern um 1600                   | Geschützt nach § 2 DSchG                                                             | BW |
|                | Wohnhaus Hauptstraße 22                                                                                                | Widdern, Hauptstraße 22 (Karte) | im Kern 18./19. Jahrhundert       | Erhaltenswertes Gebäude                                                              | BW |
|                | Wohnhaus Hauptstraße 26                                                                                                | Widdern, Hauptstraße 26 (Karte) | 18./19. Jahrhundert               | Erhaltenswertes Gebäude                                                              |    |
|                | Wohnhaus Hauptstraße 28                                                                                                | Widdern, Hauptstraße 28 (Karte) | 2. Hälfte 18. Jahrhundert         | Geschützt nach § 2 DSchG                                                             | BW |
|                | Wohnhaus Hauptstraße 33                                                                                                | Widdern, Hauptstraße 33 (Karte) | um 1600                           | Geschützt nach § 2 DSchG                                                             | BW |
|                | Wohnhaus Hauptstraße 33                                                                                                | Widdern, Hauptstraße 33 (Karte) | um 1600                           | Geschützt nach § 2 DSchG                                                             | BW |
|                | Ehemalige Kelter und Kindergarten, heute Stadtbücherei                                                                 | Widdern, Hauptstraße 38 (Karte) | um 1900                           | Geschützt nach § 2 DSchG                                                             |    |
|                | Wohnhaus Hauptstraße 39                                                                                                | Widdern, Hauptstraße 39 (Karte) | 18./19. Jahrhundert               | Erhaltenswertes Gebäude                                                              | BW |
|                | Unsere Liebe Frau | Kappelsteige 19 |                                   | Evangelische Kapelle „Unserer Lieben Frau“ mit ummauertem Friedhof                   |    |
|                | Ehem. Schlosspark des Gemmingen’schen Schlosses und ehem. Remise und Keller                                            | Widdern, Keltergasse 10, Mergentheimer Str. 2, 4 (Karte)                                                                                   | 1765                              | Geschützt nach § 28 DSchG                                                            | BW |
|                | Wohnhaus mit ehem. Post Keltergasse 2                                                                                  | Widdern, Keltergasse 2 (Karte) | 18. Jahrhundert oder älter        | Erhaltenswertes Gebäude                                                              | BW |
| Weitere Bilder | Ehemaliges Gemmingen’sches Amtshaus, heute Wohnhaus                                                                    | Widdern, Keltergasse 3 (Karte) | 2. Hälfte 18. Jahrhundert         | Geschützt nach § 28 DSchG                                                            |    |
|                | Scheune mit Gewölbekeller Keltergasse 4                                                                                | Widdern, Keltergasse 4 (Karte) | 18. Jahrhundert                   | Erhaltenswertes Gebäude                                                              | BW |
|                | Wohnhaus Keltergasse 6                                                                                                 | Widdern, Keltergasse 6 (Karte) | 16. Jahrhundert                   | Geschützt nach § 2 DSchG                                                             | BW |
| Weitere Bilder | Ehemaliges Gemmingen’sches Schloss mit Nebengebäuden, Kellern, Park, Einfriedung (Sachgesamtheit) und Stadtmauerresten | Widdern, Keltergasse 10, Mergentheimer Str. 2, 4 (Karte)                                                                                   | im Kern um 1600                   | Geschützt nach § 28 DSchG                                                            |    |
| Weitere Bilder | Evangelische Stadtkirche                                                                                               | Widdern, Möckmühler Straße 1 (Karte) | 1258                              | Evangelische Stadtkirche Geschützt nach § 28 DSchG                                   |    |
|                | Altes evangelisches Pfarrhaus                                                                                          | Widdern, Möckmühler Straße 2 (Karte) | 18. Jahrhundert                   | Geschützt nach § 2 DSchG                                                             | BW |
|                | Neues evangelisches Pfarrhaus                                                                                          | Widdern, Möckmühler Straße 18 (Karte) | 1898                              | neues evangelisches Pfarrhaus Geschützt nach § 2 DSchG                               | BW |
|                | Wohnhaus mit Laden Mühlgasse 12                                                                                        | Widdern, Mühlgasse 12 (Karte) | um 1700                           | Geschützt nach § 2 DSchG                                                             | BW |
|                | Wohnhaus (Doppelhaushälfte) Mühlgasse 13                                                                               | Widdern, Mühlgasse 13 (Karte) | 16. Jahrhundert                   | Geschützt nach § 2 DSchG                                                             | BW |
|                | Wohnhaus Mühlgasse 17                                                                                                  | Widdern, Mühlgasse 17 (Karte) | 17. Jahrhundert                   | Erhaltenswertes Gebäude                                                              | BW |
|                | Wohnhaus Mühlgasse 18                                                                                                  | Widdern, Mühlgasse 18 (Karte) | im Kern 17./18. Jahrhundert       | Erhaltenswertes Gebäude                                                              | BW |
|                | Ehemaliges Gasthaus „Zum grünen Baum“ mit Nebengebäuden (bis 1864)                                                     | Widdern, Mühlgasse 21 (Karte) | 17. Jahrhundert                   | Geschützt nach § 2 DSchG                                                             | BW |
|                | Wohnhaus Mühlgasse 22                                                                                                  | Widdern, Mühlgasse 22 (Karte) | im Kern 17./18. Jahrhundert       | Erhaltenswertes Gebäude                                                              | BW |
|                | Wohnhaus Mühlgasse 24                                                                                                  | Widdern, Mühlgasse 24 (Karte) | 17. Jahrhundert                   | Erhaltenswertes Gebäude                                                              |    |
|                | Wohnstallhaus Mühlgasse 28                                                                                             | Widdern, Mühlgasse 28 (Karte) | im Kern 2. Hälfte 17. Jahrhundert | Geschützt nach § 2 DSchG                                                             | BW |
|                | Ehem. Mahlmühle mit Mühlkanal und Nebengebäuden                                                                        | Widdern, Mühlgasse 36 (Karte) | 17. Jahrhundert                   | Geschützt nach § 2 DSchG                                                             | BW |
|                | Rathaus | Widdern, Rathausplatz 7 (Karte) | 1862                              | Rathaus (ehem. Zyllhardt’sches Schloss, Unterbau § 28) Geschützt nach § 28 DSchG     | BW |
| Weitere Bilder | Wohnhaus Rathausplatz 9                                                                                                | Widdern, Rathausplatz 9 (Karte) | um 1860                           | Wohnhaus (ehem. Zyllhardt’sches Schloss, Unterbau § 28) Geschützt nach § 28 DSchG    |    |
|                | Wohnhaus Schmale Gasse 2                                                                                               | Widdern, Schmale Gasse 2 (Karte) | 1900                              | Erhaltenswertes Gebäude Geschützt nach §§ 19./20. Jahrhundert mit älterem Kern DSchG | BW |
|                | Wohnhaus mit Scheunen Schmale Gasse 4                                                                                  | Widdern, Schmale Gasse 4 (Karte) |                                   | Erhaltenswertes Gebäude                                                              | BW |
|                | Ehem. Gemeindeback- und Waschhaus                                                                                      | Widdern, Stadtgraben 8 (Karte) | 1820                              | Geschützt nach § 2 DSchG                                                             | BW |
|                | Wohnhaus und Gasthaus zum Lamm                                                                                         | Widdern, Unterkessacher Straße 5 (Karte)                                                                                                   | 1883                              | Erhaltenswertes Gebäude                                                              | BW |
|                | Wohnhaus mit Scheune Unterkessacher Straße 10                                                                          | Widdern, Unterkessacher Straße 10 (Karte)                                                                                                  | im Kern wohl 17./18. Jahrhundert  | Erhaltenswertes Gebäude                                                              | BW |
|                | Wohnhaus Unterkessacher Straße 12                                                                                      | Widdern, Unterkessacher Straße 12 (Karte)                                                                                                  | im Kern 17./18. Jahrhundert       | Erhaltenswertes Gebäude                                                              | BW |
|                | Ehem. Schäferhaus (Gemeindeschafhaus)                                                                                  | Widdern, Unterkessacher Straße 25 (Karte)                                                                                                  | 19. Jahrhundert                   | Erhaltenswertes Gebäude                                                              | BW |
|                | Inschrifttafel Unterkessacher Straße 35                                                                                | Widdern, Unterkessacher Straße 35 (Karte)                                                                                                  | 1809                              | Bauteil Geschützt nach § 2 DSchG                                                     | BW |
|                | Wohnhaus Unterkessacher Straße 37                                                                                      | Widdern, Unterkessacher Straße 37 (Karte)                                                                                                  | Mitte 19. Jahrhundert             | Erhaltenswertes Gebäude                                                              | BW |
|                | Ehemaliges Armenhaus Unterkessacher Straße 44                                                                          | Widdern, Unterkessacher Straße 44 (Karte)                                                                                                  | um 1800                           | Geschützt nach § 2 DSchG                                                             | BW |
|                | Inschrifttafel Würzburger Gasse 2                                                                                      | Widdern, Würzburger Gasse 2 (Karte) | 1809                              | Bauteil Geschützt nach § 2 DSchG                                                     | BW |
|                | Doppelgehöft mit Scheune Würzburger Gasse 7, 9, 15                                                                     | Widdern, Würzburger Gasse 7, 9, 15 (Karte)                                                                                                 | um 1700                           | Geschützt nach § 2 DSchG                                                             | BW |
|                | Wohnhaus (Doppelhaushälfte) Würzburger Gasse 10                                                                        | Widdern, Würzburger Gasse 10 (Karte) | 1. Hälfte 17. Jahrhundert         | Geschützt nach § 2 DSchG                                                             | BW |
|                | Scheune Würzburger Gasse 16                                                                                            | Widdern, Würzburger Gasse 16 (Karte) | 19./20. Jahrhundert               | Erhaltenswertes Gebäude                                                              | BW |
|                | Wohnhaus Würzburger Gasse 20                                                                                           | Widdern, Würzburger Gasse 20 (Karte) | 1. Hälfte 17. Jahrhundert         | Geschützt nach § 2 DSchG                                                             | BW |
|                | Wohnhaus und Scheune Würzburger Gasse 22                                                                               | Widdern, Würzburger Gasse 22 (Karte) | 18./19. Jahrhundert               | Erhaltenswertes Gebäude                                                              | BW |
| Weitere Bilder | Ehemaliges Würzburgisches Amtshaus Würzburger Gasse 23                                                                 | Widdern, Würzburger Gasse 23 (Karte) | Anfang 17. Jahrhundert            | Geschützt nach § 28 DSchG                                                            |    |
|                | Wohnhaus Würzburger Gasse 31                                                                                           | Widdern, Würzburger Gasse 31 (Karte) | 18./19. Jahrhundert               | Erhaltenswertes Gebäude                                                              | BW |
|                | Eckpfosten Würzburger Gasse 34                                                                                         | Widdern, Würzburger Gasse 34 (Karte) | 2. Hälfte 17. Jahrhundert         | Geschützt nach § 2 DSchG                                                             | BW |
|                | Wohnhaus Zwinger 4 | Widdern, Zwinger 4 (Karte) | 17./18. Jahrhundert               | Erhaltenswertes Gebäude                                                              | BW |
|                | Sägemühle mit Mühlkanal (bis 1910 auch Ölmühle)                                                                        | Widdern, Zwinger 6 (Karte) | 19. Jahrhundert                   | Geschützt nach § 2 DSchG                                                             |    |

### Unterkessach
Bau-, Kunst- und Kulturdenkmale in Unterkessach mit dem Dorf Unterkessach dem Weiler Volkshausen:
| Bild | Bezeichnung  | Lage                                | Datierung | Beschreibung | ID |
| ---- | ------------ | ----------------------------------- | --------- | --- | -- |
|      | Alte Schule  | Unterkessach, Kirchstraße 4 (Karte) |           | [ 6 ] | BW |
|      | Dorfschmiede | Unterkessach, Talstraße 49 (Karte)  |           | Heimat- und Schmiedemuseum. Eine funktionsfähige Dorfschmiede mit Werkzeugen aller Art, ortsgeschichtliche Dokumente sowie Wohnstube, Schlafkammer und Küche wurden nach dem Erwerb durch die Gemeinde im Jahr 1991 öffentlich zugänglich gemacht. | BW |